# クセノキプリス亜科
クセノキプリス亜科（Xenocypridinae）またはオキシガスター亜科（Oxygastrinae）は、コイ科に含まれる亜科の一つ。

## 分類
従来のカワヒラ亜科（クルター亜科）Cultrinae・レンギョ亜科Hypophthalmichthyinae・ソウギョ亜科Ctenopharyngodoninae、およびダニオ亜科の一部を構成していた種などが含まれる。2013年に発表された核DNA・ミトコンドリアDNAの分子系統推定から、Oxygaster属を含む大規模な単系統群が存在するという解析結果が得られた。そのため1860年に記載されたOxygastriを元に、この大規模な単系統群を亜科とする説が提唱された。この説では本亜科の学名はXenocypridinae Günther, 1868よりもOxygastrinae Bleeker, 1860に先取権があるとされたが、後者の有効性には疑問が提示されており、前者の学名を採用する分類もある。一方でコイ科を細分して本亜科をXenocyprididae科として独立させ、Xenocypridinae・Opsariichthyinaeの2亜科を置く分類体系も提案されている。
分類はVan der Laan (2017)によるものとし、属の和名は個別に出典を示す。なお、本亜科を独立科としたTan & Armbruster (2018) ではこのうちOpsariichthyini族にあたる属（Xenocyprioides属を除く）がOpsariichthyinae亜科に分割されている、一方でVan der Laan (2024) ではOpsariichthyini族（Xenocyprioides属はHypophthalmichthyini族に移動）とOxygastrini族がOpsariichthyinae亜科とされている。

### Opsariichthyini族
- タイワンアカハラ属[8] Candidia - タイワンアカハラ
- カワムツ属[8] Nipponocypris - カワムツ、ヌマムツ
- ハス属[8] Opsariichthys - ハス、オイカワ
- カスリバヤ属[9] Parazacco - カスリバヤ(ニジカワムツ)
- Xenocyprioides

### Oxygastrini族
- ヒナモロコ属[10] Aphyocypris - ヒナモロコ
- Araiocypris
- Gymnodanio
- カワバタモロコ属[11] Hemigrammocypris - カワバタモロコ
- Macrochirichthys - カショーロバルブ
- ヒメワタカ属[9] Metzia - ヒメワタカ
- Oxygaster
- Parachela - グラスバルブ
- Paralaubuca - ナイフバルブ
- Rasborichthys

### Hypophthalmichthyini族
- Atrilinea
- ソウギョ属[12] Ctenopharyngodon - ソウギョ
- Elopichthys - ガンユイ
- ハクレン属[12] Hypophthalmichthys - ハクレン、コクレン
- Luciobrama - ズナガウオ
- アオウオ属[12] Mylopharyngodon - アオウオ
- Ochetobius - クダウオ

### Squaliobarbini族
- カワアカメ属[13] Squaliobarbus - カワアカメ

### Xenocypridini族
- ゴンヒー属[14] Distoechodon - ゴンヒー
- Plagiognathops - フトセトゲ
- Pseudobrama
- ヨコグチ属[9] Xenocypris - ヨコグチ
- Anabarilius
- カワヒラ属[13] Chanodichthys - カワヒラ
- ツマリカワヒラ属[15] Culter -ツマリカワヒラ
- ワタカ属[5] Ischikauia - ワタカ
- Longiculter
- Megalobrama - ダントウボウ
- ヒラウオ属[9] Parabramis - ヒラウオ
- Pogobrama
- メダマ属[9] Sinibrama - メダマ
- Hainania
- カワイワシ属[16] Hemiculter - カワイワシ
- Pseudohemiculter
- Pseudolaubuca
- トゲカワイワシ属[9] Toxabramis - トゲカワイワシ